# Victor Henry Thakur
Victor Henry Thakur (ur. 1 lipca 1954 w Chakhni) – indyjski duchowny katolicki, arcybiskup Raipur od 2013.

## Życiorys
Święcenia kapłańskie otrzymał 3 maja 1984.

## Episkopat
27 czerwca 1998 został mianowany biskupem diecezji Bettiah. Sakry biskupiej udzielił mu 11 listopada 1998 arcybiskup Ranchi - kard. Telesphore Toppo.
3 lipca 2013 papież Franciszek mianował go arcybiskupem Raipuru. Ingres odbył się 19 września 2013.
Paliusz otrzymał z rąk papieża Franciszka w dniu 29 czerwca 2014.